# برنارد برودی
برنارد برودی (انگلیسی: Bernard Brodie؛ ۱۹۰۷ – ۱۹۸۹) یک دانشمند اهل بریتانیا بود.
وی همچنین برنده جوایزی همچون نشان ملی علوم شده است.